# 1893 v loďstvech
Tento článek obsahuje významné události v oblasti loďstev v roce 1893.

## Lodě vstoupivší do služby
- 16. února –  Re Umberto – bitevní loď třídy Re Umberto
- květen –  HMS Hood – predreadnought třídy Royal Sovereign
- srpen –  HMS Empress of India – predreadnought třídy Royal Sovereign
- 28. srpna –  Infanta María Teresa – pancéřový křižník třídy Infanta María Teresa
- říjen –  HMS Ramillies – predreadnought třídy Royal Sovereign
- 31. října –  SMS Wörth – predreadnought třídy Brandenburg
- listopad –  HMS Resolution – predreadnought třídy Royal Sovereign
- 19. listopadu –  SMS Brandenburg – predreadnought třídy Brandenburg